# Copa Latina (voleibol)
La Copa Latina fue un torneo internacional amistoso de voleibol femenino. Era organizada por la Federación Peruana de Voleibol y por Frecuencia Latina. Para la edición 2013 recibió la Homologación de la Federación Internacional de Voleibol (FIVB).

## Ediciones
| N.º | Año  | Sede |                      |                      |             | Cuarto   |
| --- | ---- | ---- | -------------------- | -------------------- | ----------- | -------- |
| I   | 2009 | Perú | Cuba                 | Perú                 | Chile       | Colombia |
| II  | 2010 | Perú | Perú                 | Argentina            | Colombia    | Uruguay  |
| III | 2011 | Perú | Perú                 | Tailandia            | Reino Unido | Chile    |
| IV  | 2012 | Perú | Cuba                 | República Dominicana | Perú        | Chile    |
| V   | 2013 | Perú | Colombia             | República Dominicana | México      | Perú     |
| VI  | 2014 | Perú | República Dominicana | Colombia             | Cuba        | Perú     |
| VII | 2015 | Perú | Perú                 | República Dominicana | Brasil      | Cuba     |

## Medallero histórico
- Actualizado hasta Copa Latina 2015.

| Pos. | Selección            |   |   |   | Total |
| ---- | -------------------- | - | - | - | ----- |
| 1    | Perú                 | 3 | 1 | 1 | 5     |
| 2    | Cuba                 | 2 | 0 | 1 | 3     |
| 3    | República Dominicana | 1 | 3 | 0 | 4     |
| 4    | Colombia             | 1 | 1 | 1 | 3     |
| 5    | Argentina            | 0 | 1 | 0 | 1     |
| 6    | Tailandia            | 0 | 1 | 0 | 1     |
| 7    | Chile                | 0 | 0 | 1 | 1     |
| 8    | Brasil               | 0 | 0 | 1 | 1     |
| 9    | Reino Unido          | 0 | 0 | 1 | 1     |
| 10   | México               | 0 | 0 | 1 | 1     |